# ألانجورسواك
جبل ألانجورسواك (بالجرينلاندية: Alanngorsuaq)، هو جبل يقع في وادي سيسيميوت شرق مدينة سيسيميوت التابعة لبلدية كيكاتا شرق جرينلاند. يبلغ ارتفاعه 411 متر (1348 قدم).

## السياحة

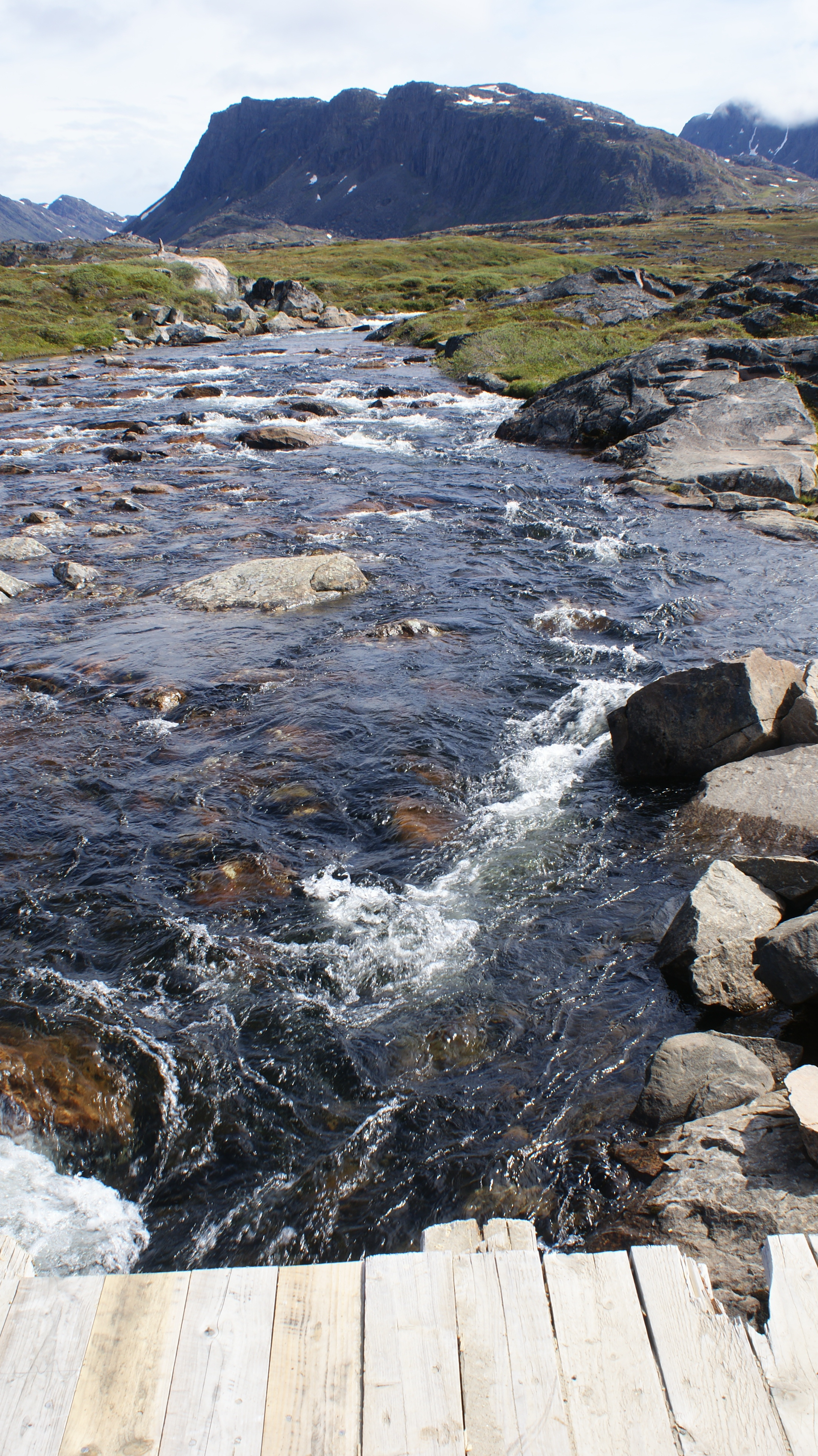
الطريق المغطى بالحصى يؤدي إلى خزانات المياه من المدينة، وذلك على جسر خشبي على نهر سيسيميوت، والمياه في تلك المنطقة صالحة للشرب.

يحيط بجبل ألانجورسواك العديد من البحيرات؛ واحدة منها فقط تخدم مدينة سيسيميوت كخزان مياه، ويمكن الوصول بسهولة إلى خزانات المياه بواسطة طريق من الحصى في الجزء الأوسط من الوادي، ويمكن لهذه الخزانات إمداد محطات المياه بالمدينة بـ 882,000 متر مكعب من المياه، ويُحتمل أنها تستطيع الإمداد بإجمالي طاقة قصوى 7,200,000 متر مكعب سنوياً. المنطقة بشكلٍ عام تعتبر متنزه عام للسكان.

### التزلج
التزلج حول الجبل تحظى بشعبية في فصل الشتاء، بينما يتم تثبيت مصعد صغير لسباقات التزحلق على المنحدر الجنوبي للوصول إلى القمة.

## طبوغرافيا
يبلغ طول سلسلة التلال التي يبلغ طولها 2.5 كيلومتر (1.6 ميل) من ألانجورسواك اتجاه الشرق والغرب تقريبًا، مع وجود القمة في المركز. ينخفض المنحدر الجنوبي بشكل معتدل نحو السرج ، بينما يسقط الجدار الشمالي الشرقي بجرف شديد الانحدار في الجزء الغربي منه، ويتجه تدريجياً نحو الشرق. إنه الجزء الوحيد من الكتلة الضخمة التي تهم متسلقي الجبال.